# X16
X16 es un álbum recopilatorio de la banda de rock argentina Los Ratones Paranoicos, editado en el año 2000 por Epic Records. 
Este CD incluye hits del grupo de los años 90s, más algunas versiones en vivo y 3 canciones nuevas: "Lo que Doy", "Esa Chica" y "El Rock de la Policía".

## Lista de canciones
1. Rock del Pedazo (2:47)
2. La Calavera (2:19)
3. Lo que Doy (3:39)
4. Isabel (4:46)
5. Vicio (3:30)
6. Juana De Arco (2:40)
7. La Nave (3:41)
8. Esa Chica (3:14)
9. Tiffany's (5:18)
10. Solo En La Avenida (3:44)
11. Grand Funk (5:14)
12. El Rock De La Policía (2:45)
13. Carolina (Vivo) (3:12)
14. Enlace (Vivo) (4:36)
15. La Avispa (2:46)
16. Patrulla Juvenil (5:08)